# Bill Morey
Bill Morey (* 19. Dezember 1919 in Framingham, Massachusetts; † 10. Dezember 2003 in Santa Monica, Kalifornien) war ein US-amerikanischer Schauspieler.

## Leben
Morey begann seine Film- und Fernsehkarriere 1975 mit Gastauftritten in den Fernsehserien Kojak – Einsatz in Manhattan, Mannix und Die Zwei mit dem Dreh. Im selben Jahr hatte er auch sein Spielfilmdebüt im von Roger Corman produzierten Actionfilm Frankensteins Todesrennen. Weitere Filmauftritte hatte er unter anderem in Projekt Brainstorm, Wahre Männer und Elvira – Herrscherin der Dunkelheit. Bekanntheit beim US-amerikanischen Fernsehpublikum erlangte er durch seine wiederkehrende Gastrolle als Leo Wakefield in der Serie Dallas, die er zwischen 1981 und 1988 in elf Episoden spielte, als Angus MacQueen in der Miniserie Die Dornenvögel sowie als Lt. Sean Fisk in der Kriminalserie Detektei mit Hexerei an der Seite von Tim Matheson und Catherine Hicks. Neben seiner Tätigkeit als Schauspieler arbeitete Morey auch als Synchronsprecher; in der auf der Actionfigur G.I. Joe basierenden, gleichnamigen Zeichentrickserie sprach er die Rollen Mutt und Recondo.

## Filmografie (Auswahl)

### Fernsehen
- 1975: Kojak – Einsatz in Manhattan
- 1975: Mannix
- 1980: Die Waltons
- 1981–1988: Dallas
- 1982–1983: Detektei mit Hexerei
- 1983: Die Dornenvögel
- 1983: Simon & Simon
- 1984: Cagney & Lacey
- 1984: Hardcastle & McCormick
- 1984: Remington Steele
- 1985: Das Model und der Schnüffler
- 1986: Polizeirevier Hill Street
- 1988: California Clan
- 1989: Jake und McCabe – Durch dick und dünn
- 1990: Beverly Hills, 90210
- 1992: Full House
- 1992: L.A. Law – Staranwälte, Tricks, Prozesse
- 1994: One West Waikiki
- 1999: Frasier

### Film
- 1975: Frankensteins Todesrennen
- 1979: Mord im Zwiebelfeld
- 1980: Enola Gay – Bomber des Todes
- 1982: Ein besonderer Held
- 1983: Projekt Brainstorm
- 1986: Omega Syndrome
- 1987: Wahre Männer
- 1988: Elvira – Herrscherin der Dunkelheit
- 1989: Das bucklige Schlitzohr